# Harry Gribbon
Harry Peter Gribbon (New York, 9 giugno 1885 – Los Angeles, 28 luglio 1961) è stato un attore statunitense.
Ha recitato in oltre 140 film dal 1915 al 1938, molti dei quali andati perduti.

## Filmografia parziale
- A Dash of Courage, regia di Charley Chase (1916)
- Il cameraman (The Cameraman), regia di Edward Sedgwick (1928)
- Maschere di celluloide (Show People), regia di King Vidor (1928)
- You Said a Mouthful, regia di Lloyd Bacon (1932)
- Art Trouble, regia di Ralph Staub (1934)